# Диадиноксантин
Диадиноксантин — пигмент, обнаруженный у ряда планктонных водорослей. Из него образуются ксантофиллы диатоксантин и диноксантин.

### Характеристика диадиноксантина
Диадиноксантин — ксантофилльный каротиноид, обнаруживаемый в клетках ряда фотосинтезирующих организмов, включая диатомовые водоросли и некоторые виды динофлагеллят. Этот пигмент участвует в ксантофилловом цикле — ключевом механизме фотопротекции в условиях интенсивного светового облучения.

### Механизм фотопротекции через ксантофилловый цикл
В процессе ксантофиллового цикла диадиноксантин подвергается ферментативному превращению в диатоксантин, что способствует рассеиванию избыточной энергии света в виде тепла. Этот механизм предотвращает повреждения фотосинтетического аппарата клеток, снижая вероятность фотодеструкции под воздействием светового стресса.

### Молекулярная структура и уникальные свойства
На молекулярном уровне диадиноксантин, как и другие ксантофиллы, представляет собой цепь сопряжённых двойных связей, что позволяет ему эффективно поглощать световые кванты. Наличие кислорода в структуре относит его к классу оксикаротиноидов. Химическая структура диадиноксантина схожа с другими ксантофиллами, такими как зеаксантин и виолоксантин, однако его роль специфична для водных фотосинтетических организмов.

### Экологическое и физиологическое значение диадиноксантина
Исследования диадиноксантина имеют прикладное значение в экологии и физиологии водорослей. Его участие в фотопротективных механизмах позволяет оценивать устойчивость морских экосистем к изменениям климата. Эти исследования способствуют глубокому пониманию процессов, поддерживающих стабильность морских пищевых сетей и адаптацию водных фотосинтетиков к условиям, сопровождающим глобальное потепление.